# منتخب الدنمارك تحت 18 سنة لكرة القدم
منتخب الدنمارك تحت 18 سنة لكرة القدم (بالدنماركية: Danmarks U/18-fodboldlandshold)‏ هو ممثل الدنمارك الرسمي في المنافسات الدولية في كرة القدم في فئة تحت 18 سنة.